# Freija (Marocco)
Freija  (in arabo افريجة‎?) è un centro abitato e comune rurale del Marocco situato nella provincia di Taroudant, regione di Souss-Massa. Conta una popolazione di 8 792 abitanti (censimento 2014).